# Lista över insjöar i Knivsta kommun
Detta är en lista över sjöar i Knivsta kommun baserad på sjöns utloppskoordinat. Om någon sjö saknas, kontrollera grannkommunens lista eller kategorin Insjöar i Knivsta kommun.

## Lista
| Namn              | Koordinat                                     | Sjöid         | VYID          | Yta (km²) | Strandlinje (km) | Höjd (m) | Maxdjup (m) | Volym (m³) | HARO  | Natura 2000 |
| ----------------- | --------------------------------------------- | ------------- | ------------- | --------- | ---------------- | -------- | ----------- | ---------- | ----- | ----------- |
| Abborrsjön        | 59°48′30″N 18°04′05″Ö / 59.80820°N 18.06814°Ö | 663424-162699 |               |           |                  |          |             |            | 61000 |             |
| Barrsjön          | 59°42′59″N 17°50′15″Ö / 59.71643°N 17.83744°Ö | 662360-161436 |               |           |                  |          |             |            | 61000 |             |
| Brantshammarssjön | 59°43′52″N 17°44′00″Ö / 59.73111°N 17.73341°Ö | 662492-160827 | 662506-160846 | 0,05      | 1,04             | 2,1      | 2,6         | 69 000     | 61000 |             |
| Edasjön           | 59°48′07″N 17°53′59″Ö / 59.80183°N 17.89965°Ö | 663365-161779 | 663322-161756 | 0,187     | 2,46             | 17,7     | 4,8         | 480 000    | 61000 |             |
| Mörtsjön          | 59°48′53″N 18°00′51″Ö / 59.81460°N 18.01420°Ö | 663485-162394 |               |           |                  |          |             |            | 61000 |             |
| Säbysjön          | 59°42′35″N 17°49′07″Ö / 59.70972°N 17.81855°Ö | 662273-161308 | 662282-161332 | 0,329     | 2,44             | 14,9     | 2,4         |            | 61000 |             |
| Trimsjön          | 59°47′37″N 18°00′02″Ö / 59.79354°N 18.00069°Ö | 663272-162337 | 663248-162326 | 0,0707    | 1,19             | 36,4     | 4,8         | 190 000    | 61000 |             |
| Valloxen          | 59°44′12″N 17°50′33″Ö / 59.73674°N 17.84240°Ö | 662383-161313 | 662587-161457 | 2,79      | 15,6             | 15       | 9,1         | 11 100 000 | 61000 |             |
| Örsjön            | 59°48′38″N 18°07′13″Ö / 59.81053°N 18.12035°Ö | 663413-162971 | 663460-162991 | 0,261     | 2,42             | 31,2     | 3,5         | 400 000    | 61000 |             |